# حكومة كمال المدوري
حكومة كمال المدوري هي حكومة تونسية يترأسها السيد كمال المدوري التي تخلف حكومة أحمد الحشاني بعد انهاء مهام رئيسها في الليلة الفاصلة بين 7 و 8 أوت 2024 وهي الحكومة الخامسة في عهد الرئيس قيس سعيد والحكومة الثالثة في دستور تونس 2022.
انتهت مهام الحكومة في الليلة الفاصلة بين 20 و21 مارس 2025.

## تركيبة الحكومة

### التركيبة الأولى (7 أوت 2024)
لم يتزامن تغيير رئيس الحكومة أحمد الحشاني مع تحوير جزئي أو كلي على الحكومة. إذ ومنذ 7 أوت 2025 يباشر السيد رئيس الحكومة كمال المدوري مهامه مع أعضاء حكومة أحمد الحشاني.

#### الوزراء
| الصورة | الحقيبة الوزارية                                | الاسم                  | الحزب  |
| ------ | ----------------------------------------------- | ---------------------- | ------ |
|        | رئيس الحكومة التونسية                           | كمال المدوري           | مستقل  |
|        | وزيرة العدل                                     | ليلى جفّال              | مستقلة |
|        | وزير الدفاع الوطني                              | عماد مميش              | مستقل  |
|        | وزير الداخلية                                   | خالد النوري            | مستقل  |
|        | وزير الشؤون الخارجية والهجرة والتونسيين بالخارج | نبيل عمار              | مستقل  |
|        | وزيرة المالية                                   | سهام البوغديري نمصية   | مستقلة |
|        | وزيرة الاقتصاد والتخطيط                         | فريال الورغي السبعي    | مستقلة |
|        | وزير الشؤون الاجتماعية                          | كمال المدوري           | مستقل  |
|        | وزيرة التجارة وتنمية الصادرات                   | كلثوم بن رجب قزاح      | مستقلة |
|        | وزيرة الصناعة والمناجم والطاقة                  | فاطمة ثابت شيبوب       | مستقلة |
|        | وزير الفلاحة والصيد البحري والموارد المائية     | عبد المنعم بلعاتي      | عسكري  |
|        | وزير الصحة                                      | علي مرابط              | عسكري  |
|        | وزيرة التربية                                   | سلوى العباسي           | مستقلة |
|        | وزير التعليم العالي والبحث العلمي               | منصف بوكثير            | مستقل  |
|        | وزير الشباب والرياضة                            | كمال دقيش              | مستقل  |
|        | وزير تكنولوجيات الاتصال                         | نزار بن ناجي           | مستقل  |
|        | وزيرة النقل بالنيابة                            | سارة الزعفراني الزنزري | مستقلة |
|        | وزيرة التجهيز والإسكان                          | سارة الزعفراني الزنزري | مستقلة |
|        | وزير أملاك الدولة والشؤون العقارية              | محمد الرقيق            | مستقل  |
|        | وزيرة البيئة                                    | ليلى الشيخاوي          | مستقلة |
|        | وزير السياحة والصناعات التقليدية                | محمد المعز بلحسين      | مستقل  |
|        | وزير الشؤون الدينية                             | شاغر                   | شاغر   |
|        | وزيرة الأسرة والمرأة والطفولة وكبار السن        | آمال بلحاج موسى        | مستقلة |
|        | وزير الشؤون الثقافية بالنيابة                   | منصف بوكثير            | مستقلة |
|        | وزير التشغيل والتكوين المهني                    | لطفي ذياب              | مستقل  |

#### كتاب الدولة
| الصورة | الحقيبة الوزارية                                                       | الاسم           | الحزب |
| ------ | ---------------------------------------------------------------------- | --------------- | ----- |
|        | كاتب دولة لدى وزير الداخلية مكلف بالأمن الوطني                         | سفيان بن الصادق | مستقل |
|        | كاتب دولة لدى وزير الشؤون الخارجية والهجرة والتونسيين بالخارج          | منير بن رجيبة   | مستقل |
|        | كاتب دولة لدى وزيرة الاقتصاد والتخطيط مكلفا بالمؤسسات الصغرى والمتوسطة | سمير عبد الحفيظ | مستقل |
|        | كاتب دولة لدى وزيرة الصناعة والمناجم والطاقة مكلفا بالانتقال الطاقي    | وائل شوشان      | مستقل |
|        | كاتب دولة وزير الفلاحة والصيد البحري والموارد المائية مكلفا بالمياه    | رضا قبوج        | مستقل |
|        | كاتب دولة وزير التشغيل والتكوين المهني مكلفا بالشركات الأهلية          | رياض شود        | مستقل |

### التركيبة الثانية (25 أوت 2024)
أجرى الرئيس قيس سعيد، الأحد 25 أوت، تحويرا حكوميا شمل 19 وزيرا و3 كتّاب دولة. لتصبح الحكومة كما يلي:

#### الوزراء
| الصورة | الحقيبة الوزارية                                | الاسم                | الحزب  |
| ------ | ----------------------------------------------- | -------------------- | ------ |
|        | رئيس الحكومة التونسية                           | كمال المدوري         | مستقل  |
|        | وزيرة العدل                                     | ليلى جفّال            | مستقلة |
|        | وزير الدفاع الوطني                              | خالد السهيلي         | مستقل  |
|        | وزير الداخلية                                   | خالد النوري          | مستقل  |
|        | وزير الشؤون الخارجية والهجرة والتونسيين بالخارج | محمد علي النفطي      | مستقل  |
|        | وزير الصحة                                      | مصطفى الفرجاني       | عسكري  |
|        | وزيرة المالية                                   | سهام البوغديري نمصية | مستقلة |
|        | وزير الاقتصاد والتخطيط                          | سمير عبد الحفيظ      | مستقل  |
|        | وزير الشؤون الاجتماعية                          | عصام الأحمر          | مستقل  |
|        | وزيرة الصناعة والمناجم والطاقة                  | فاطمة ثابت شيبوب     | مستقلة |
|        | وزير التجارة وتنمية الصادرات                    | سمير عبيد            | مستقل  |
|        | وزير الفلاحة والصيد البحري والموارد المائية     | عز الدين بن الشيخ    | مستقل  |
|        | وزير التربية                                    | نور الدين النوري     | مستقل  |
|        | وزير التعليم العالي والبحث العلمي               | منذر بلعيد           | مستقل  |
|        | وزير الشباب والرياضة                            | الصادق المورالي      | مستقل  |
|        | وزير تكنولوجيات الاتصال                         | سفيان الهميسي        | مستقل  |
|        | وزير النقل                                      | رشيد عامري           | مستقل  |
|        | وزير التجهيز والإسكان                           | صلاح الزواري         | مستقل  |
|        | وزير أملاك الدولة والشؤون العقارية              | وجدي الهذيلي         | مستقل  |
|        | وزير البيئة                                     | حبيب عبيد            | مستقل  |
|        | وزير السياحة والصناعات التقليدية                | سفيان تقية           | مستقل  |
|        | وزير الشؤون الدينية                             | أحمد البوهالي        | مستقل  |
|        | وزيرة الأسرة والمرأة والطفولة وكبار السن        | اسماء جابري          | مستقلة |
|        | وزيرة الشؤون الثقافية                           | أمينة الصرارفي       | مستقلة |
|        | وزير التشغيل والتكوين المهني                    | رياض شَوِد             | مستقل  |

#### كتاب الدولة
| الصورة | الحقيبة الوزارية                                                    | الاسم           | الحزب  |
| ------ | ------------------------------------------------------------------- | --------------- | ------ |
|        | كاتب دولة لدى وزير الداخلية مكلف بالأمن الوطني                      | سفيان بن الصادق | مستقل  |
|        | كاتب دولة لدى وزير الشؤون الخارجية والهجرة والتونسيين بالخارج       | محمد بن عياد    | مستقل  |
|        | كاتب دولة لدى وزيرة الصناعة والمناجم والطاقة مكلف بالإنتقال الطاقي  | وائل شوشان      | مستقل  |
|        | كاتب دولة وزير الفلاحة والصيد البحري والموارد المائية مكلفا بالمياه | حمادي الحبيّب    | مستقل  |
|        | كاتبة دولة لدى وزير التشغيل والتكوين المهني مكلفة بالشركات الأهلية  | حسنة جيب الله   | مستقلة |

### التركيبة الثالثة (5 فيفري 2025)
قرر رئيس الجمهورية قيس سعيد مساء الأربعاء 5 فيفري 2025 إجراء تحوير جزئي على الحكومة عين بمقتضاه القاضية مشكاة سلامة الخالدي وزيرة للمالية خلفا للسيدة سهام البوغديري نمصية. لتصبح الحكومة كما يلي:

#### الوزراء
| الصورة | الحقيبة الوزارية                                | الاسم               | الحزب  |
| ------ | ----------------------------------------------- | ------------------- | ------ |
|        | رئيسة الحكومة التونسية                          | كمال المدوري        | مستقل  |
|        | وزيرة العدل                                     | ليلى جفّال           | مستقلة |
|        | وزير الدفاع الوطني                              | خالد السهيلي        | مستقل  |
|        | وزير الداخلية                                   | خالد النوري         | مستقل  |
|        | وزير الشؤون الخارجية والهجرة والتونسيين بالخارج | محمد علي النفطي     | مستقل  |
|        | وزير الصحة                                      | مصطفى الفرجاني      | عسكري  |
|        | وزيرة المالية                                   | مشكاة سلامة الخالدي | مستقلة |
|        | وزير الاقتصاد والتخطيط                          | سمير عبد الحفيظ     | مستقل  |
|        | وزير الشؤون الاجتماعية                          | عصام الأحمر         | مستقل  |
|        | وزيرة الصناعة والمناجم والطاقة                  | فاطمة ثابت شيبوب    | مستقلة |
|        | وزير التجارة وتنمية الصادرات                    | سمير عبيد           | مستقل  |
|        | وزير الفلاحة والصيد البحري والموارد المائية     | عز الدين بن الشيخ   | مستقل  |
|        | وزير التربية                                    | نور الدين النوري    | مستقل  |
|        | وزير التعليم العالي والبحث العلمي               | منذر بلعيد          | مستقل  |
|        | وزير الشباب والرياضة                            | الصادق المورالي     | مستقل  |
|        | وزير تكنولوجيات الاتصال                         | سفيان الهميسي       | مستقل  |
|        | وزير النقل                                      | رشيد عامري          | مستقل  |
|        | وزير التجهيز والإسكان                           | صلاح الزواري        | مستقل  |
|        | وزير أملاك الدولة والشؤون العقارية              | وجدي الهذيلي        | مستقل  |
|        | وزير البيئة                                     | حبيب عبيد           | مستقل  |
|        | وزير السياحة والصناعات التقليدية                | سفيان تقية          | مستقل  |
|        | وزير الشؤون الدينية                             | أحمد البوهالي       | مستقل  |
|        | وزيرة الأسرة والمرأة والطفولة وكبار السن        | اسماء جابري         | مستقلة |
|        | وزيرة الشؤون الثقافية                           | أمينة الصرارفي      | مستقلة |
|        | وزير التشغيل والتكوين المهني                    | رياض شَوِد            | مستقل  |

#### كتاب الدولة
| الصورة | الحقيبة الوزارية                                                    | الاسم           | الحزب  |
| ------ | ------------------------------------------------------------------- | --------------- | ------ |
|        | كاتب دولة لدى وزير الداخلية مكلف بالأمن الوطني                      | سفيان بن الصادق | مستقل  |
|        | كاتب دولة لدى وزير الشؤون الخارجية والهجرة والتونسيين بالخارج       | محمد بن عياد    | مستقل  |
|        | كاتب دولة لدى وزيرة الصناعة والمناجم والطاقة مكلف بالإنتقال الطاقي  | وائل شوشان      | مستقل  |
|        | كاتب دولة وزير الفلاحة والصيد البحري والموارد المائية مكلفا بالمياه | حمادي الحبيّب    | مستقل  |
|        | كاتبة دولة لدى وزير التشغيل والتكوين المهني مكلفة بالشركات الأهلية  | حسنة جيب الله   | مستقلة |